# Nowa Biała (Petite-Pologne)
Pour les articles homonymes, voir Nowa Biała.
Nowa Biała (en slovaque Nová Belá, en hongrois Újbéla) est une localité polonaise de la gmina et du powiat de Nowy Targ en voïvodie de Petite-Pologne.
La population originaire du village parle un dialecte montagnard proche du slovaque, et la langue slovaque est enseignée à l'école communale.
Faisant partie avant 1918 de la couronne de Hongrie et non de la Galicie autrichienne, le village était rattaché de 1939 à 1948 à l'État slovaque.